# Zilveren Molenloop
De Zilveren Molenloop is een hardloopwedstrijd van 20 km die sinds 1963 jaarlijks in Leiden / Rijpwetering werd gehouden. Naast de hoofdafstand van 20 km, kende het evenement ook wedstrijden over 5 km en 10 km. Het recordaantal overwinningen van driemaal is bij de mannen in handen van Jaap van Duivenvoorde. Bij de vrouwen won Agnes Hijman de hoofdafstand eveneens driemaal.
Op 7 april 1973 won Geert Jansen de wedstrijd in 1:01.07,4. Hij verbeterde hiermee het Nederlands record, dat hij sinds oktober 1970 in handen had. En passant verbeterde hij ook het record op het uur tot 19,601 m.

## Parcoursrecords
- Mannen: 1:00.08 - Cor Lambregts  Nederland (1982)
- Vrouwen: 1:07.58 - Joke Kleijweg  Nederland (1991)

## Uitslagen
| Jaar          | Snelste man           | Land      | Tijd      | Snelste vrouw        | Land      | Tijd     |
| ------------- | --------------------- | --------- | --------- | -------------------- | --------- | -------- |
| 6 april 2002  | Frans Woerden         | Nederland | 1:15.46   | Agnes Hijman         | Nederland | 1:15.53  |
| 7 april 2001  | Krijn Kroezen         | Nederland | 1:11.27   | Conny van der Weiden | Nederland | 1:37.10  |
| 4 april 1998  | Rachid Mohammadi      | Nederland | 1:07.10   | Agnes Hijman         | Nederland | 1:19.27  |
| 6 april 1996  | Rachid Mohammadi      | Nederland | 1:03.39   | Agnes Hijman         | Nederland | 1:14.59  |
| 1 april 1995  | Jaap van Duivenvoorde | Nederland | 1:04.43   | Ineke Vis            | Nederland | 1:17.09  |
| 2 april 1994  | Geert De Ruddere      | België    | 1:03.38   | Joke Kleijweg        | Nederland | 1:16.18  |
| 20 maart 1993 | Jaap van Duivenvoorde | Nederland | 1:03.52   | Ineke Vis            | Nederland | 1:16.34  |
| 21 maart 1992 | Jaap van Duivenvoorde | Nederland | 1:08.30   | Anja Fokker          | Nederland | 1:25.09  |
| 30 maart 1991 | Huub Pragt            | Nederland | 1:02.42   | Joke Kleijweg        | Nederland | 1:07.58  |
| 24 maart 1990 | Aart Bakker           | Nederland | 1:04.34   | Philomena Vranken    | Nederland | 1:18.44  |
| 25 maart 1989 | Bert van Vlaanderen   | Nederland | 1:03.51   | Barbara Kamp         | Nederland | 1:13.40  |
| 2 april 1988  | Aart Stigter          | Nederland | 1:02.58   | Ciska van Velzen     | Nederland | 1:18.58  |
| 4 april 1987  | Gerard Huynen         | Nederland | 1:04.40   | Ciska van Velzen     | Nederland | 1:17.20  |
| 5 april 1986  | Willem Zegers         | Nederland | 1:03.05   | Jolanda Homminga     | Nederland | 1:15.37  |
| 6 april 1985  | Marti ten Kate        | Nederland | 1:01.27   | Carolien Lucas       | Nederland | 1:14.11  |
| 7 april 1984  | Ruud Stigter          | Nederland | 1:03.08   | Karin van den Berg   | Nederland | 1:15.56  |
| 2 april 1983  | A C Van Kampvoot      | België    | 1:02.24   | Irene Wentzel        | Nederland | 1:17.43  |
| 3 april 1982  | Cor Lambregts         | Nederland | 1:00.08   | Ine Valentin         | Nederland | 1:15.09  |
| 4 april 1981  | Rudi Verriet          | Nederland | 1:00.51   | Geen                 |           |          |
| 5 april 1980  | Onbekend              |           |           | Marian Hoogerhoud    | Nederland | 1:19.56  |
| 7 april 1979  | Bram Wassenaar        | Nederland | 1:01.13   | Geen                 |           |          |
| 1 april 1978  | Roelof Veld           | Nederland | 1:03.06,0 | Corry van der Meer   | Nederland | 1:20.40  |
| 2 april 1977  | Hugo Van Duysse       | België    | 1:05.07   | Corrie Konings       | Nederland | 1:21.17  |
| 3 april 1976  | Gaston Roelants       | België    | 1:01.08   | Geen                 |           |          |
| 5 april 1975  | José Reveyn           | België    | 1:01.55   | Plonie Scheringa     | Nederland | Onbekend |
| 6 april 1974  | Cor Vriend            | Nederland | 1:03.40,6 | Geen                 |           |          |
| 7 april 1973  | Geert Jansen          | Nederland | 1:01.07,4 | Geen                 |           |          |
| 8 april 1972  | Henk Kalf             | Nederland | 1:05.01,6 | Geen                 |           |          |
| 27 maart 1971 | Geert Jansen          | Nederland | 1:02.08,2 | Geen                 |           |          |
| 21 maart 1970 | Wim Hol               | Nederland | 1:04.36,8 | Geen                 |           |          |
| 29 maart 1969 | Piet Beelen           | Nederland | 1:02.51,6 | Geen                 |           |          |
| 30 maart 1968 | Aad Steylen           | Nederland | 1:03.02,2 | Geen                 |           |          |
| 18 maart 1967 | Dirk de Bruin         | Nederland | 1:05.24,2 | Geen                 |           |          |
| 26 maart 1966 | Rudi Mol              | Nederland | 1:07.11,6 | Geen                 |           |          |
| 20 maart 1965 | Rudi Mol              | Nederland | 1:05.14,0 | Geen                 |           |          |
| 14 maart 1964 | Theo Roelofs          | Nederland | 1:08.43,6 | Geen                 |           |          |
| 23 maart 1963 | Dirk de Bruin         | Nederland | 1:02.39   | Geen                 |           |          |